# (8793) Thomasmüller
8793 Thomasmuller (1979 QX) – planetoida z pasa głównego asteroid okrążająca Słońce w ciągu 4,04 lat w średniej odległości 2,54 au. Odkryta 22 sierpnia 1979 roku.